# Алмажел (Долж)
Алмажел (рум. Almăjel) насеље је у Румунији у жупанији Долж у граду Филијаши. Место се налази на надморској висини од 205 m.

## Становништво
Према подацима из 2002. године у насељу је живело 77 становника, од којих су сви румунске националности.